# Огата Геко
Огата Геко (на японски: 尾形月耕) е японски художник и гравьор, работил главно в жанра укийо-е.

## Биография
Той е роден през 1859 година. Ранните му работи са силно повлияни от Кикучи Йосай. Вдъхновен от Хокусай създава поредица от сто гравюри на връх Фуджи. В същото време той развива свой собствен стил, включващ много елементи на традиционния стил нихонга. Умира през 1920 година.